# 가시선 전파

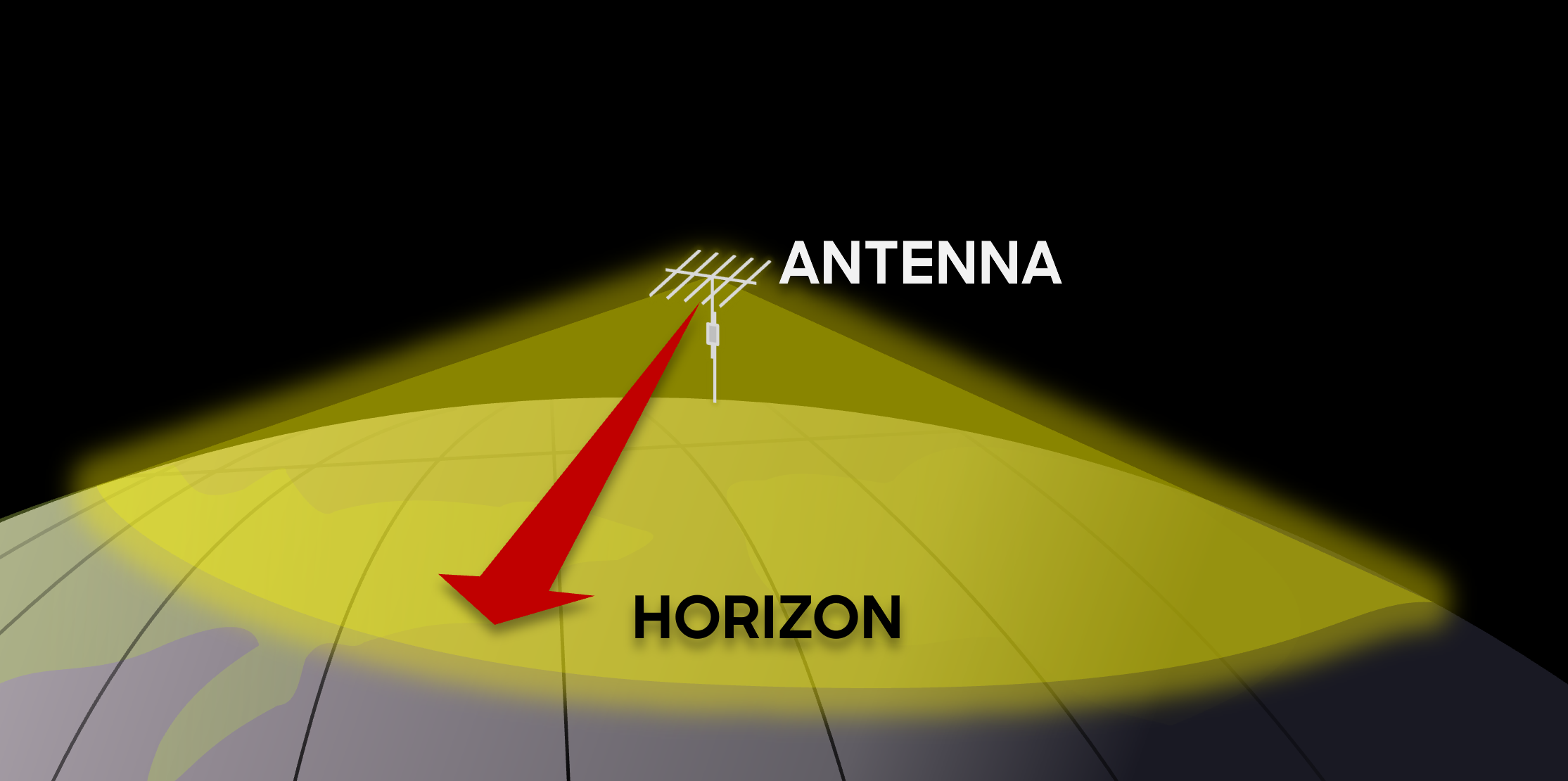
안테나의 가시선 전파 범위

가시선 전파(可視線 傳播)는 전자기파 또는 음파가 직선으로 전달되는 것을 의미한다. 전자기파의 전송은 빛의 직선 경로 방출을 포함한다. 광선이나 파장은 대기나 장애물에 의해 회절, 굴절, 반사 및 흡수될 수 있으며 일반적으로 수평선 너머나 장애물 뒷편으로 도달할 수 없다.
약 2MHz 이하의 저주파 대역에서 라디오 신호는 대기에 의한 회절 효과로 인해 지구의 굴곡을 따라 표면파처럼 나아간다. 이로 인해 낮은 노이즈 환경에서 AM 라디오 신호는 안테나가 낮게 위치하더라도 수평선 너머의 범위까지 잘 전달된다. 또한 1~30MHz 주파수 대역의 신호는 대기의 F1/F2 전리층에 의해 반사되어 다중 경로를 형성, 잠재적으로 지구 전체에 전달되는 것이 가능하다.(단파 방송 참고) 다중 회절 또는 반사는 거시적으로 볼 때 ‘유사 곡선 경로’를 만들어 내는 효과를 가진다.
대기권의 낮은 위치에서 높은 주파수 대역은 이러한 회절 또는 반사의 효과가 거의 일어나지 않는다. 이에 따라 빛의 전달과 거의 동일하게, 송신 및 수신 안테나 사이에 장애물이 존재하면 신호는 차단된다. 결국 송신 안테나가 가시권에 존재하는지 여부가 신호의 수신 가능 여부를 결정 짓는 중요한 요인이 되므로, 이러한 고주파 라디오의 전파 특성을 ‘가시선’이라 부른다. 그리고 신호가 전달될 수 있는 가장 먼 지점을 ‘전파 수평선’이라 한다.
실제 환경에서 이러한 라디오 파장의 전파 특성은 그 주파수와 송신 신호의 강도에 좌우된다. 100MHz의 저주파 대역의 FM 라디오의 경우 건물이나 숲 등의 장애물에 덜 영향을 받는다.

## 같이 보기
- 초지평선 레이더